# Fabrizio Paolucci

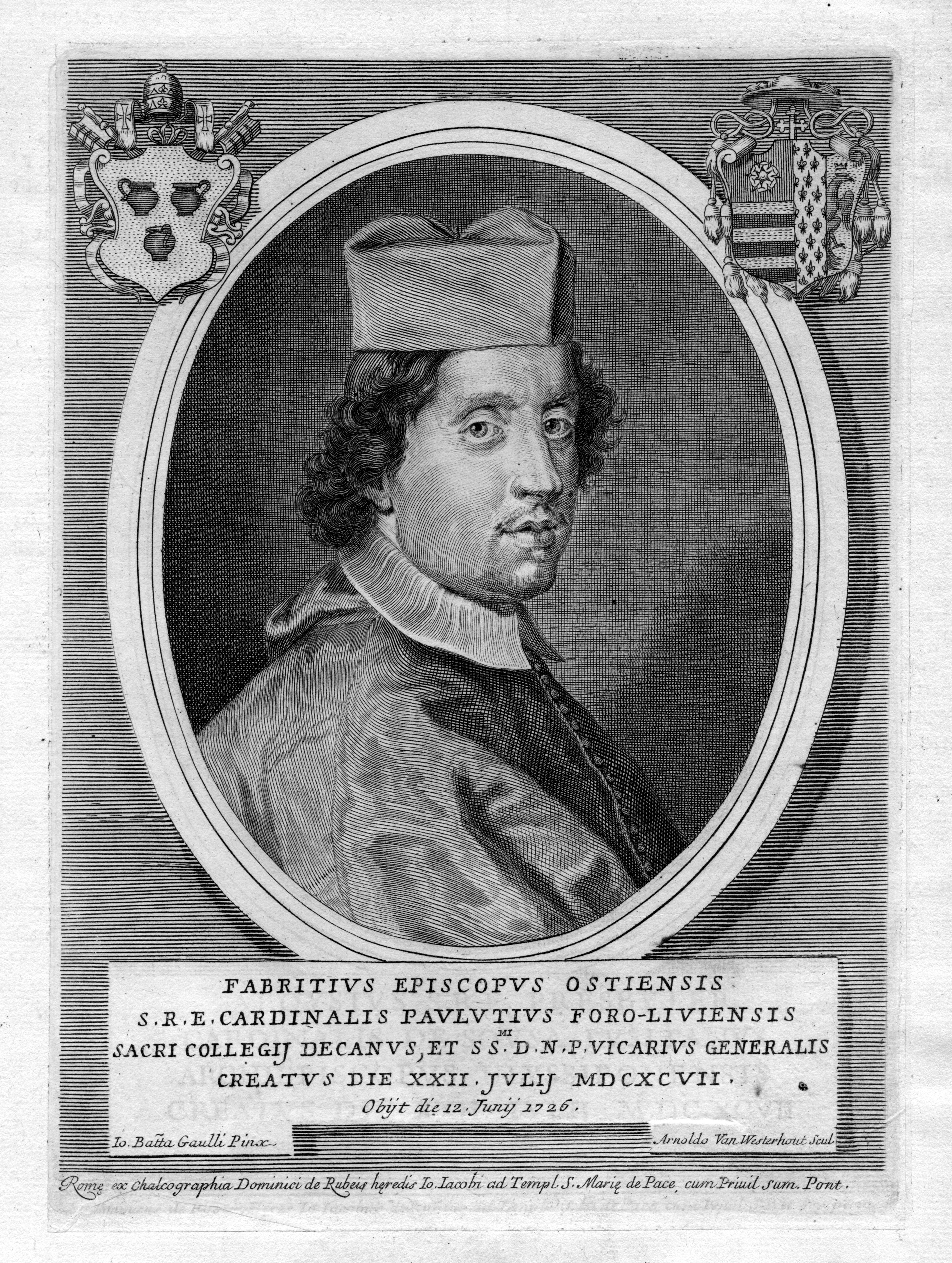
Fabrizio Kardinal Paolucci

Kardinalswappen (schematische Darstellung)

Fabrizio Paolucci (* 2. April 1651 in Forlì; † 12. Juni 1726 in Rom) war ein italienischer Geistlicher, päpstlicher Diplomat, Kardinal der Römischen Kirche und Kardinalstaatssekretär.

## Leben
Paolucci ging im Alter von acht Jahren nach Rom und wurde dort von seinem Großonkel, Kardinal Francesco Paolucci, erzogen. Er studierte an der Universität La Sapienza und erlangte dort am 23. Februar 1674 den Grad eines Doctor iuris utriusque.
Am 9. April 1685 wurde er Bischof von Macerata-Tolentino, die Bischofsweihe spendete ihm am 6. Mai 1685 Kardinalvikar Gasparo Carpegna. Am 27. Januar 1698 wechselte er mit dem persönlichen Titel eines Erzbischofs auf den Bischofssitz in Ferrara. Außerdem war er Apostolischer Nuntius in Köln. Am 19. Dezember 1698 wurde er von Papst Innozenz XII. zum Kardinal erhoben und erhielt als Kardinalpriester im Januar 1699 die Titelkirche Santi Giovanni e Paolo. Unter Papst Clemens XI., an dessen Wahl er beim Konklave 1700 mitgewirkt hatte, bekleidete Paolucci von 1700 bis 1721 das Amt des Kardinalstaatssekretärs bzw. Staatssekretärs seiner Heiligkeit. Am 8. Februar 1719 wurde er zum Kardinalbischof von Albano erhoben.
Als Clemens XI. im Jahr 1721 starb, galt Paolucci im darauffolgenden Konklave als aussichtsreichster Kandidat für die Nachfolge. Weil er aber mit den politischen Positionen Frankreichs sympathisierte, votierte Kaiser Karl VI. gegen ihn. So verbrachte Paolucci die Jahre unter dem an seiner Stelle gewählten Papst Innozenz XIII. als Kardinal. Nach dessen Tod im Jahr 1724 wurde Paolucci erneut als Kandidat für die Nachfolge gehandelt. Wiederum gab es jedoch einen Einspruch, und er wurde auch im Konklave von 1724 nicht gewählt. Unter Benedikt XIII. hatte er von 1724 bis zu seinem Tode noch einmal das Amt des Kardinalstaatssekretärs inne. Am 12. Juni 1724 wurde er Kardinalbischof von Porto e Santa Rufina und wechselte, zum Kardinaldekan avanciert, schließlich am 19. November 1725 auf den suburbikarischen Bischofssitz von Ostia e Velletri. Ebenfalls im Jahr vor seinem Tod ernannte ihn der Papst zum Sekretär der Höchsten Kongregation der römischen und allgemeinen Inquisition.
Fabrizio Paolucci starb im Apostolischen Palast auf dem Quirinal und wurde in der Kirche San Marcello in Rom beigesetzt.
Sein Neffe Camillo Paolucci, den er förderte, wurde später ebenfalls ins Kardinalskollegium aufgenommen.